# Единый билет (Крым)
Единый билет — услуга, введённая в 2014 году в комбинированном железнодорожном — автобусном — морском сообщении с Крымом, позволяющая оформить право на проезд тремя видами транспорта. За четыре сезона по «единому билету» было перевезено 1,5 млн человек.
С 16 мая 2018 года перевозки осуществляются без использования парома, в комбинированном железнодорожном — автобусном сообщении.

## Оформление
Продажа единого проездного документа на перевозки смешанным сообщением осуществляется на официальном сайте РЖД Архивная копия от 2 сентября 2011 на Wayback Machine (через раздел «маршруты с пересадками»), в кассах Федеральной пассажирской компании и Крымской железной дороги. Для его оформления используется железнодорожная электронная система резервирования «Экспресс-3».
«Единый билет» включает в себя бланк строгой отчётности «Проездной документ» на поезд и «Вспомогательный документ» — посадочный талон для проезда автобусом/паромом/катамараном по территории Краснодарского края и Крыма.
Электронный билет на автобус и паром можно приобрести только одновременно с билетом на поезд.
При покупке в кассе талон на автобус и паром оформляется или одновременно с билетом на поезд, или в дополнении к ранее приобретенному билету.
Оформление «Единого билета» производится не позднее, чем за 1 час до отправления поезда со станции посадки пассажира и не позднее, чем за 24 часа до начала перевозки автомобильным и морским транспортом.
Льготных посадочных талонов не предусмотрено. На детей до 5 лет оформляется безденежный транспортный документ, с отдельным местом в автобусе, вне зависимости от того, приобреталось ли на ребёнка отдельное место в поезде.
Возврат денежных средств за неиспользованный посадочный талон осуществляется не позднее, чем за 12 часов до начала перевозки в прямом смешанном сообщении. За операцию возврата удерживается сбор 50 руб. 30 копеек. Ж/д билет возвращается в соответствии с обычными правилами возврата.

## История проекта
Продажи «единых билетов» начались 28 апреля 2014 года, перевозки пассажиров — с 1 мая, на месяц раньше изначально планировавшегося срока. До 1 декабря было продано 400 тыс. билетов, после чего продажи прекращены из-за осенних штормов и спада пассажиропотока.
В первую неделю после введения «единого билета» президент компании РЖД Владимир Якунин так прокомментировал оформление дополнительных талонов: «К сожалению, мы не смогли пока сделать один бланк, потому что это документы строгой отчетности. Однако, такая система доставки пассажиров на полуостров, минуя территорию Украины, все равно называется „единым билетом“, так как пассажир платит сразу за транспорт до места назначения».
Первоначально «единый билет» можно было оформить только в кассе. Затем появилась возможность оформлять посадочный талон в кассе в дополнение к билету купленному в интернет. С 3 июня 2015 года «единые билеты» стали продаваться в интернете.
В 2015 году срок действия составил с 1 мая по 30 сентября. За это время было перевезено 355 тыс. пассажиров.
В 2016 году срок действия составил с 30 апреля по 30 сентября.
В 2017 году с 30 апреля по 30 сентября Единой транспортной дирекцией было перевезено 345 тыс. 470 пассажиров, из них мультимодальными перевозками с участием поезда и автобуса воспользовались 333 тыс. 667 человек, самолета и автобуса — 11 тыс. 803 пассажира. «Единым билетом» в Абхазию воспользовалось 1403 пассажира.
С 16 мая 2018 года перевозки осуществляются без использования парома, в комбинированном железнодорожном — автобусном сообщении. Для пассажиров это сократило время на пересадки, а государство уменьшило субсидии на стоимость проезда пассажира по паромной переправе. После открытия железнодорожной части Крымского моста и в условиях ограничений по COVID-19 интермодальные перевозки были окончательно прекращены.

## Общие характеристики
Цель введения «единого билета» — обеспечение железнодорожного пассажирского сообщения в обход Украины. После событий, связанных с аннексией Крыма, железнодорожные перевозки в Крым через территорию Украины сначала резко сократились (по итогам лета 2014 года пассажиропоток через Украину в Крым сократился до 1 % от уровня 2013 года), а с начала 2015 года в связи с закрытием украинскими властями железнодорожного сообщения с полуостровом прекратились вовсе.
Министерством транспорта по поручению правительства был сформирован единый оператор перевозок для транспортного обслуживания полуострова Крым на базе АНО «Транспортной дирекции Олимпийских игр», с мая 2014 года — «Единой транспортной дирекции».
Единый оператор является координатором разных видов транспорта, осуществляет взаимодействие с собственниками инфраструктуры: осуществляет фрахт судов (катамаранов и паромов), заключает договора с организациями-перевозчиками на обслуживание автобусами, определяет расписание, возмещает ОАО «РЖД» дополнительные затраты связанные с «единым билетом». Также оператор регулирует тарифы единого билета. Срок действия субсидий по «единому» билету был определен Правительством РФ до 1 октября 2014 года.
В связи с востребованностью услуги перевозки после 1 октября были продолжены и билет сделан круглогодичным. При этом из-за отмены субсидий увеличились тарифы на автобусные перевозки. Но из-за сезонного снижения стоимости железнодорожных билетов итоговая цена на «единый билет» по сравнению с летним периодом возросла на 8-9 %.
«Единый билет» предусматривает две зоны действия: семь городов Крыма и пассажирские станции ОАО «РЖД», с которых возможен проезд напрямую или с пересадками до станций Краснодар или Анапа. По «единому билету» возможен проезд только из одной зоны в другую.

## Маршруты
Единый билет предусматривает:
- проезд поездом до станций Анапа или Краснодар или на автомобиле до перехватывающей парковки,
- далее автомобильным и морским транспортом до 7 городов Крыма.

В 2014 году выбор маршрутов был шире, в 2015 году вначале сезона он был сокращен за счет маршрутов: из Краснодара был оставлен только один маршрут в Керчь, при этом дублирующий его Анапа — Керчь был отменен. Но с 1 августа 2015 года были восстановлены почти все автобусные маршруты счёт перенаправления субсидий в результате отмены морского сообщения Анапа — Ялта. Отличие от 2014 года заключалось в отсутствии автобусного маршрута Краснодар — Судак.
|             | Анапа | Краснодар | Ильич² |
| ----------- | ----- | --------- | ------ |
| Керчь       | 380¹  | 560       | 230    |
| Феодосия    | 460   | 590¹      | 280    |
| Судак       | 540   | -         | 320    |
| Симферополь | 590   | 710¹      | 350    |
| Севастополь | 690   | 810¹      | 400    |
| Евпатория   | 690   | 810¹      | 400    |
| Ялта        | 700   | 820¹      |        |

В первый год действия билета перевозки на территории Крыма и Краснодарского края осуществлялись разными автобусами, осуществлявшими стыкованные рейсы. Пересадка с одного автобуса на другой осуществлялась на Керченской переправе. Это сокращало нагрузку на переправу, но вызывало неудобства у пассажиров. С 2015 года рейсы стали сквозными: автобусы переправлялись с одновременно с пассажирами. По общим требованиям безопасности на паромной переправе пассажиры должны покинуть салон автобуса.

### Схема 2014 года
В 2014 году действовали два варианта проезда автомобильным и морским сообщением:
- автобус-паром-автобус — через Керченскую переправу, города: Керчь, Судак, Феодосия, Ялта, Евпатория, Севастополь, Симферополь. В обратном направлении на этих маршрутах предусмотрено переоформление железнодорожного билета в случае опоздания парома или автобуса[19];
- автобус-катамаран — скоростными катамаранами Сочи-1 и Сочи-2, морские вокзалы Феодосии и Ялты.

За период с 30 апреля по 31 мая 2015 года «единым» билетом воспользовались 8698 человек: в Крым — 6065 пассажиров, в обратном направлении — 2633 человека. Парковкой воспользовались 105 человек. Наибольшей популярностью среди туристов пользовались маршруты в Симферополь, Феодосию, Севастополь и Керчь.
За аналогичный период 2014 года в Крым доставлено 5285 человек, из Крыма — 2100 человек. Всего в обоих направлениях перевезено 7385 пассажиров. В 2014 году лидировали города Ялта, Евпатория, Симферополь и Феодосия.
Исторически первым и основным в плане пассажиропотока является автобус-паром-автобус. В мае 2014 года распределение в нем по направлениям выглядело следующим образом:
- Анапа → Крым приобрели 11 тыс. человек, в обратном направлении — 6 тыс.,
- Краснодар → Крым — 5,5 тыс., в обратном направлении — 2,5 тыс.

За первые три месяца единым билетом воспользовались 143 тыс. человек, было продано 237 тыс. «единых билетов». По данным Единой транспортной дирекции Керченскую переправу по «единому билету» пересек каждый восьмой пассажир.

### Схема 2016 года
В 2016 году реализована следующая схема. При следовании в Крым пассажир едет поездом до станций Краснодар или Анапа. Далее пассажир пересаживается на автобус, который следует до паромной переправы. После переправы пассажир возобновляет поездку на автобусе.
Автобусы следуют до Судака, Феодосии, Симферополя, Ялты, Севастополя, Евпатории, Керчи.

## Перехватывающие парковки
В июле 2014 года в связи с большим потоком личного автотранспорта было принято решение о добавлении в маршрут единого билета перехватывающих парковок. Новая услуга получила название «единый» парковочный билет.
Прямым считалось направление в Крым. Перевозка пассажиров осуществлялась в интермодальном сообщении автобус-паром-автобус до семи основных городов Крыма. В качестве перехватывающей парковки использовалась накопительная площадка у поселка Ильич.
В обратном направлении перевозка осуществлялась в сообщении паром-автобус (перехватывающая парковка была расположена в шаговой доступности от порта Крым) до железнодорожных станций Анапы и Краснодара.